# Hendrik Bicknäse

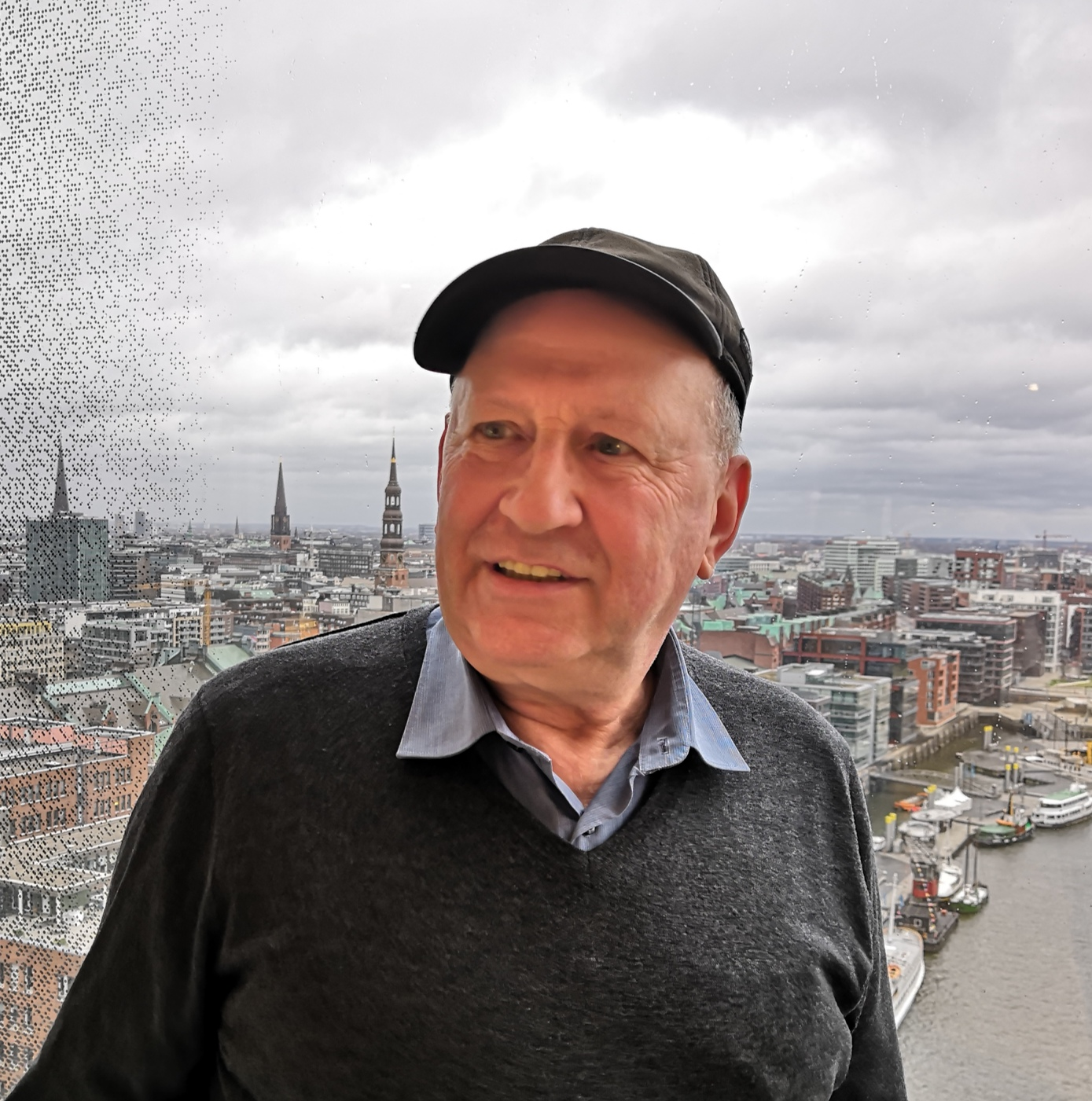
Hendrik Bicknäse, 2019

Hendrik Bicknäse (* 10. März 1947 in Nienburg/Weser) ist ein deutscher Schriftsteller, Journalist und Kunstvermittler. Er lebt in Göttingen.

## Leben und Wirken
Hendrik Bicknäse wuchs bei Nienburg/Weser sowie in Hannover und Wolfsburg auf. Nach der Schulzeit heuerte er bei der Reederei Hamburg-Süd an und unternahm 1965/66 auf den Spuren von B. Traven seine erste Weltreise (Kanada, USA, Panama, Tahiti, Fidschi-Inseln, Australien, Ägypten). Nach dem Abitur studierte er in Göttingen an der Georg-August-Universität Philosophie, Germanistik und Politik und schrieb 1982 seine publizistische Magisterarbeit über „Die Zeitschrift die horen“ mit Unterstützung der Horst Kliemann Stiftung beim Börsenverein des Deutschen Buchhandels in Frankfurt.
Als Autor erschien Bicknäse seit Mitte der 1970er Jahre mit eigenen Gedichtbänden und einem Roman, Funkarbeiten und in einer Vielzahl von Literaturzeitschriften, Stadtzeitungen und Anthologien.
Er ging verschiedenen Berufs- und Erwerbstätigkeiten nach, zumeist selbstständig. Als freier Journalist lebte und arbeitete er ab 1982 in Italien (in Treviso, Rom, Milano und Varese).
Bicknäse gründete 1985 die Gesellschaft für Kulturaustausch e. V. (GfK), das gemeinnützige Kulturinstitut für Völkerverständigung und Kunst International gemeinsam mit kulturpolitisch tätigen Künstlern, Schriftstellern und Publizisten (AG Göttingen, VR 1723) in Göttingen und Berlin. Als deutsche Mittlerorganisation für auswärtige Kulturpolitik engagiert sich die GfK als NGO weltweit für Kunst ohne Grenzen und den Dialog der Zivilgesellschaften. Sie war auch beteiligt am Entstehungsprozess des Deutschen Kulturrats. Bis 2007 kuratierte Bicknäse als Vorsitzender des Instituts eine Vielzahl großer Kunst-Ausstellungen.  Zusammenarbeit bestand mit dem Institut für Auslandsbeziehungen (ifa) in Stuttgart, dem Haus der Kulturen der Welt in Berlin, den Kunstakademien in Polen, dem Verband Bildender Künstler der DDR sowie mit der Akademie der Künste der DDR.  Insofern verstand sich die Arbeit der GfK auch als Beitrag zur Überwindung des Kalten Krieges in der Kulturpolitik (Finanzierungsprobleme führten Ende 2007 zur Einstellung der Arbeit des Instituts).

## Gesellschaftspolitisches Engagement
Er gründete 1962 bereits als 15-jähriger Schüler eine Gruppe Junge Europäische Föderalisten (JEF) in Wolfsburg. Es wurden internationale Seminare, vor allem im Austausch mit Frankreich, organisiert. In Wolfsburg und in Braunschweig gründete er 1967 zwei Amnesty-International-Arbeitsgruppen, die zu den Ältesten in Deutschland zählen.
Der Holocaust, die Rechtlosigkeit nicht nur politischer Häftlinge, die Strafverfolgung von Hausbesetzern, die Berufsverbote und später auch die Verfolgung der RAF-Sympathisanten beschäftigen ihn. Gemeinsam mit Göttinger Schriftstellern wurde 1980 und in den Folgejahren eine Patienten-Literaturgruppe im LKH Moringen betreut.
Beim Siebten Bremer Literaturgespräch: „Fahndung, Sprache und Literatur“, am 22. Januar 1981 in Bremen sagte er von sich: „Ich wurde frühzeitig aufmerksam auf die Veränderlichkeit geltenden Rechts und auf die Veränderbarkeit und Relativität herrschender Rechtsverhältnisse (…).“
Das „Göttinger Tageblatt“ meinte: „In seinem neuen Briefroman geht es Bicknäse um die Aufhebung des Mythos von privat und öffentlich.“ – In der „Deutschen Volkszeitung“ vom 11. August 1977 meint Peter Baumöller: „(…)Texte zeichnen sich (…) durch ihre unbedingte Ehrlichkeit, ihre persönliche Glaubwürdigkeit aus.“ und die Monatszeitschrift „Kultur & Gesellschaft“ (Juli/August 1977) beurteilte das Engagement des Autors: „Er bringt es zur Sprache, bleibt dabei aber nicht stehen, sondern führt darüber hinaus. Immer wieder die Aufforderung, nicht am Rubikon zu hocken und Fische zu fangen; immer wieder das Wissen darum, dass sich das ICH nur in gemeinsamer Tat mit dem DU behaupten kann.“

## Mitgliedschaften
1976 wurde der Autor Mitglied im Verband deutscher Schriftsteller (VS) und stand zeitweise dem Demokratischen Kulturbund nahe. Er beteiligte sich 1977 und 1978 als Mitglied der AGAV (Arbeitsgemeinschaft alternativer Verlage und Autoren) an der Organisation der 1. und 2. Frankfurter Gegenbuchmesse.

## Auszeichnungen
- 1976  Novemberpreis des Ständigen Komitees Kulturtage in Berlin.
- 1982  Reisestipendium des Auswärtigen Amtes.
- 1988  Reisestipendium des Auswärtigen Amtes nach Bangkok an die Silpakorn University.

## Sonstiges
Bicknäses Großmutter ist die Schriftstellerin Käte Decker aus Dargun in Mecklenburg.

## Veröffentlichungen (Auswahl)

### Lyrik/Prosa
- Spinnfäden für brechende Köpfe. Gedichte zum Sicherheit & Ordnungs-Syndrom. Hann. Münden 2. Auflage 1977, ISBN 3-87998-015-2
- Isolation oder der Morgenröte entgegen. Briefroman. Hann. Münden 1977, ISBN 3-87998-016-0.
- Leben in Fallen, Gedichte, Szenen, Dokumente. neue szene nr. 10. Zürich 1979, ISBN 3-85637-023-4
- Die Zeitschrift ‚DIE HOREN‘. Untersuchungen zur Charakteristik ihrer Anfänge (1955–1957), Göttingen 1982
- Die Verunsicherung. Über die Abgründe. Gedichte. Göttingen 2017, ISBN 978-3-932210-15-0
- Himmel, Hölle und andere Reiseziele. Essays & Gedichte. Fischerhude 2021, ISBN 978-3-96045-255-3; als E-Book ISBN 978-3-96045-119-8
- Deutscharbeit – Mein Leben als Sohn. Roman, Hamburg 2025, ISBN 978-3-8192-4447-6, als E-Book ISBN 978-3-8192-5512-0

### Als Herausgeber
- Ordnungsrecht in Aktion, Dokumentation. Göttingen 1978
- Mit Hartmut Bremer nur kurzzeitig: Spontan. Monatsmagazin für Kultur und Politik. Hamburg 1981
- Mit Roland Epper: Kraaker-Schule. Im Häuserkampf ein Lesebuch. Göttingen 1981
- Brennende Liebe, Die schönsten Gedichte von Käte Decker. Fischerhude 2020, 2. Auflage, ISBN 978-3-96045-077-1.

### Hörfunk
- Göttinger Autoren. Lesung im Bremer „Packhaus“, Radio Bremen 1977
- Literatur im Gefängnis. Feature, WDR 1978
- Hofgang. Gedichte mit Rock (Pop Sunday). Bayerischer Rundfunk 1978
- Autoren im Gespräch, Funkporträt. NDR 1980
- Hamburger LiteraTrubel: Berichte und Gespräche mit Dichtern. NDR 1980
- Bomben auf der ‚Piazza Fontana‘ 1969. Hörspiel. Radio Bremen 1982
- In den Häusern - in den Köpfen. Hörspiel gemeinsam mit Helmut Hornig, WDR 1982
- Kraaker-Schule. Hörspiel (Mitarbeit von Roland Epper), WDR 1982
- So wächst die Mauer. Hörbilder. WDR, 1982

### Übersetzungen
- Gemeinsam mit Irlana Morandin: Orchideen und Proletarier, Roman. Anonym. Nova Cultura Editrice, Milano 1979, ISBN 88-85024-03-3
- Gemeinsam mit Irlana Morandin: Pietro Valpreda und die Methoden des Staates, die Wahrheit zum Staatsgeheimnis zu machen. In: Unter dem Pflaster liegt der Strand, Band 9. Karin Kramer Verlag Berlin, 1981, ISBN 3-87956-139-7
- Die Verwandlung, Erzählung von Pietro Valpreda in: Unter dem Pflaster liegt der Strand, Band 9, Karin Kramer Verlag Berlin, 1981, ISBN 3-87956-139-7
- Hrsg. Giuseppe Zambon u. Staatl. Museum Auschwitz, Auschwitz: Abels Gesichter / Verbrechen gegen die Menschlichkeit Übersetzung Hendrik & Maria Bicknäse, Zambon Verlag, Frankfurt/Main 1995 (Zweisprachige Ausgabe: Deutsch, Italienisch), ISBN 3-88975-050-8.

### Anthologien (Auswahl)
- Kurt Kreiler (Hrsg.): Verständigungstexte. Suhrkamp, Frankfurt/M. 1979, ISBN 978-3-518-10716-4
- VDSK, Sektion Literatur (Hrsg.): Almanach 76 - lyrik und prosa. Berlin 1977
- Rainer Breuer (Hrsg.): Blätter für Grafik u. Literatur. Ed. Trèves, Trier 1977, ISBN 3-88081-062-1
- Weil wir unbesiegbar sind, ECO Verlag Zürich 1977
- Gerda Konietzny/Peter Schütt/Wolf-Dietmar Stock (Hrsg.): Frieden & Abrüstung, Lesebuch. Verlag Atelier im Bauernhaus, Fischerhude 1977, ISBN 3-88132-025-3
- Helmut Ortner (Hrsg.): Normalvollzug. IVA-Verlag, Tübingen 1978, ISBN 3-88266-007-8 (formal falsch).
- Ingeborg Drewitz und PEN-Zentrum der BRD (Hrsg.): Schatten im Kalk. Lyrik und Prosa. Radius-Verlag, Stuttgart 1979, ISBN 3-87173-547-7
- Ingeborg Drewitz u. Joh.P.Tammen (Hrsg.): So wächst die Mauer zwischen Mensch und Mensch. Wirtschaftsverlag NW Edition die Horen, Bremerhaven 1980, ISBN 3-88314-115-1
- Pop Sunday - Wenn es dunkel wird in Bayern. Kartenhaus Verlag, Zeitlarn 1980, ISBN 3-88533-000-8
- G. Gauke und Chr. Gauke (Hrsg.): Gauke’s Jahrbuch `81. Gauke Verlag, Hann. Münden 1980, ISBN 3-87998-037-3
- Stefan Aust u. Sabine Rosenbladt (Hrsg.): Hausbesetzer: wofür sie kämpfen, wie sie leben u. wie sie leben wollen. Hoffmann und Campe Verlag Hamburg 1981, ISBN 3-455-08765-5
- G. & Chr. Gauke, C.H. Kurz, Kai Engelke (Hrsg.): Gauke’s Jahrbuch `82. Gauke Verlag, Hann. Münden 1981, ISBN 3-87998-044-6
- Ernst-Edmund Keil (Hrsg.): Siegburger Pegasus, Jahrbuch `82. Neue Lyrik und Prosa. Stallberg-Verlag Siegburg 1982, ISBN 3-923151-02-0
- K. Engelke, Chr. & G. Gauke, C.H. Kurz (Hrsg.): Gauke’s Jahrbuch `83 - Frieden. Gauke Verlag, Hann. Münden 1982, ISBN 3-87998-052-7
- Sag nicht morgen wirst du weinen, wenn du nach dem Lachen suchst. Winddruck Verlag, Anzhausen 1982, ISBN 3-922256-14-7

## Kunstausstellungen (in Auswahl)

### Gruppenausstellungen
- 1988: Ausstellungskatalog: Hommage à Bertolt Brecht. Das Werk Brecht‘s in der bildenden Kunst der DDR. In Zusammenarbeit mit dem Verband Bildender Künstler der DDR, der Akademie der Künste der DDR, dem BBK Bayern und der Gesellschaft für Kulturaustausch in Augsburg.
- 1988: Über 180 Werke der Malerei, Grafik, Plastik sowie Plakate umfasst die Hommage à Bertolt Brecht. Das Werk Brechts in der bildenden Kunst der DDR, im Alten Rathaus der Stadt Göttingen. Katalog mit Vorwort von Richard Hiepe. Veranstalter: Gesellschaft für Kulturaustausch Göttingen. In: tendenzen Nr. 163, Pahl-Rugenstein Verlag Köln, 1988. ISSN 0495-0887.
- 1989: Sonderausstellung östliches Europa. Kunst aus polnischen Akademien in der ART Nürnberg 4, Messezentrum Nürnberg. Katalog Hg. Verein zur Förderung von Kunst u. Kommunikation.
- 1990: Prof. Rudolf Grüttner, Rektor der Kunsthochschule Berlin: Kultur- u. Theaterplakate, Museum Villa Stahmer, Georgsmarienhütte.
- 1990: Sonderausstellung Junges Thailand. Förderung des Auswärtigen Amtes. ART Nürnberg 5, Messezentrum Nürnberg. Katalog Hg. ART Nürnberg Verlag. ISBN 3-9802337-0-7.

### Sammelwerke
1. Wolfhart Eilers, Ingeborg Drewitz u. a.: Zur Hetz- und Verleumdungskampagne gegen Schriftsteller und Publizisten in der BRD – Umfrage 1977, in: Publikation, Hardebek 1977.
2. Werner Schlegel: Die Verwandlung des Hendrik B., in: die horen, Band 108, Hannover 1977.
3. Bernhard Gleim: Göttinger literarisches Wochenende, in: Radio Bremen am 28. Oktober 1977.
4. VDS-Vereinigte Deutsche Studentenschaften (Hrsg.): Ordnungsrecht und Strafanzeigen gegen Studenten an Hochschulen der BRD, Dokumentation, Nr. 17, Bonn 1978.
5. Ingeborg Drewitz, Giuseppe Zambon u. a.: Für einen einheitlichen europäischen Rechtsraum Deutscher Nation, ECO-Verlag, Zürich 1979.
6. Helmut Ortner: Sätze lassen sich nicht einsperren, in: Vorwärts, Nr. 52/53, Bonn 1979.
7. Hans-Joachim Lenger: Der Fall Hendrik Bicknaese, im: WDR am 30. Oktober 1979 und NDR am 4. November 1979.
8. Maurizio Gretter: Vivere in trappola, in: Contro-informazione, Nr. 16, Milano 1979.
9. Peter Schütt: Nicht stromlinienförmig – neue bundesdeutsche Lyrik, in: Die Tat, Nr. 22, Frankfurt/M. 1980.
10. Peter Kammerer: Sbatti il mostro in prima pagina: il caso Hendrik Bicknaese, in: Bollettino, Nr. 8, Rom 1980.
11. Andreas Werner: Fischer Almanach der Literaturkritik 1979, Fischer TB Verlag, Frankfurt/M. 1980, ISBN 3-596-26452-9.
12. Harald Wieser: Ein Polizist für die gute Sache, in: Der Spiegel, Nr. 8, Hamburg 1981.
13. Kurt Kreiler: Politische Justiz seit 1830. Luchterhand Vg., Darmstadt 1981.
14. Wolfgang Bittner: Widerruf. In: Mut zur Meinung. Gegen die zensierte Freiheit, Hrsg. Ingeborg Drewitz und Wolfhart Eilers, Fischer TB, Frankfurt/Main 1980, ISBN 3-596-24202-9.

### Abhandlungen in Lexika
- Hrsg. Peter Engel, Anna Rheinsberg, Christoph Schubert: Handbuch der deutschsprachigen alternativen Literatur, Reihe scene special, edition treves, Trier 1980, ISBN 3-88081-087-7.
- Hrsg. D.P.Meier-Lenz und Kurt Morawietz: Niedersachsen Literarisch – Band 2, 100 Autorenporträts,  Wirtschaftsverlag NW Verlag für neue Wissenschaft, Bremerhaven 1981, ISBN 3-88314-164-X
- Hrsg. Werner Schuder: Kürschners Deutscher Literatur-Kalender 1981, Walter de Gruyter & Co., Berlin / New York 1981, ISBN 3-11-007787-6. ISSN 0343-0936.
- Hrsg. Dieter P. Meier-Lenz u. Kurt Morawietz: Niedersachsen literarisch – Band 3,  25 Jahre  Verband deutscher Schriftsteller (VS). Wirtschaftsverlag NW Verlag für neue Wissenschaft, Bremerhaven 1983, ISBN 3-88314-294-8.
- Hrsg. Kurt Morawietz: Handbuch für Veranstalter, Niedersachsen literarisch – Band 4. Wirtschaftsverlag NW, Verlag für neue Wissenschaft, Bremerhaven 1988, ISBN 3-88314-780-X.